# 甲山ショッピングモールパオ
甲山ショッピングモールパオ（こうざんショッピングモールパオ）は、かつて広島県世羅町で営業していたショッピングセンター。愛称は「パオ」。
2024年2月6日に最後に残っていた中核店舗の三谷屋が自己破産準備のため事業停止し、全テナントが撤退、事実上閉鎖状態。

## 主な店舗
無し

## 交通
- 中国バス
  - 「西上原」下車
- 自動車
  - 尾道自動車道世羅ICから5分